# Melodie mého srdce
August Rush - Melodie mého srdce (uváděno i jako Melodie mého srdce, v anglickém originále August Rush) je americký rodinný romanticko-dramaticko-poetický film z roku 2007 o hledání rodičů a jejich dětí na pozadí světa hudby.
Příběh vypráví o malém opuštěném chlapci Evanu Taylorovi z dětského domova, který je mimořádně hudebně nadaný, prostřednictvím hudby také hledá oba své rodiče, což se mu nakonec, po útěku z dětského domova, podaří při koncertu v newyorském Central Parku.
August Rush je jeho umělecký pseudonym.

## Děj
Jeho rodiče, dva mladí hudebníci, violoncelistka Lyla Novacek a zpěvák, kytarista a skladatel Louis Connely se náhodně seznámí jedné noci po úspěšném koncertě. Stráví spolu teplou letní noc na střeše jednoho domu a poté se rozejdou. Navzdory slibům se už ale znovu nesejdou. Lyla během této noci otěhotněla. Poté, co měla úraz, jí její otec sdělil, že potratila a její nenarozené dítě zemřelo, což nebyla pravda. Novorozený chlapec přežil a poté vyrůstal v dětském domově. Pořád ale věřil a tušil, že jeho rodiče žijí a že je může najít, řídil se svými pocity a hudebními představami, které ho celé dětství provázely.

## Postavy a obsazení
| Freddie Highmore     | Evan Taylor alias August Rush  |
| Keri Russell         | Lyla Novacek, Evanova matka    |
| Jonathan Rhys Meyers | Louis Connelly, Evanův otec    |
| Robin Williams       | Maxwell „Wizard“ Wallace       |
| Terrence Howard      | Richard Jeffries               |
| William Sadler       | Thomas Novacek, Evanův dědeček |
| Marian Seldes        | Dean Alice MacNeil             |
| Jamia Simone Nash    | Hope                           |
| Mykelti Williamson   | reverend James                 |
| Leon G. Thomas III.  | Arthur                         |
| Alex O'Loughlin      | Marshall                       |
| Bonnie McKee         | Lizzy                          |
| Timothy Mitchum      | Joey                           |
| Becki Newton         | Jennifer                       |